# ナイジェル・ラム
ナイジェル・ラム（Nigel Lamb、1956年8月17日 - ）は、イギリスのパイロット。2005年からレッドブル・エアレース・ワールドシリーズに参戦しており、2014年のシーズンではワールドチャンピオンを獲得した。

## 経歴
1956年8月17日、ローデシア（現在のジンバブエ）に生まれる。イギリス空軍のパイロットで、第二次世界大戦で戦った経験を持つ父の影響を受け、11歳の時にローデシア空軍入隊を志願するも、18歳になるまで認められなかった。1975年、ウムターリ男子高等学校を卒業し、入隊。翌1976年、ジェット機とヘリコプターを入手。
1980年、ローデシア空軍を除隊し、イングランドのマールボロ曲技飛行チームに加入。今では、プロの展示飛行パイロットとして30年のキャリアを持ち、世界30か国以上で1750回以上の飛行経験を誇り、1996年には中国で民間機として初めて曲技飛行を披露した。イギリス国内の曲技飛行選手権で1986年から1993年まで8年連続でチャンピオンになった唯一のパイロットである。2005年からレッドブル・エアレース・ワールドシリーズにブライトリングのチームとして参戦し、2014年には当時すでに60歳近い高齢ながらチャンピオンのタイトルを獲得した。
スピットファイア、P-51 マスタング、P-40 キティホークなど、数々の古い機体に乗って映画出演をしたこともある。
妻のヒラリーも曲技飛行パイロットであり、2人の間には、マックス、ダニエル、ベンの3人の息子がいる。私生活では、スキー、スキューバ・ダイビング、スカッシュなどを楽しむ。

## 戦績
- 1986年 -1993年：イギリス・アンリミティッド・エアロバティック・チャンピオン（8年連続）
- 1989年：
  - 南アフリカ・マスターズ・オブ・エアロバティック 銀メダル
  - （イギリスチームの一員として）FAI曲技飛行世界選手権（英語版）（WAC）チャンピオン（3度）、ヨーロッパ選手権チャンピオン（2度）
  - イギリス・フリースタイル・チャンピオン（4度）

## レッドブル・エアレース戦績
| 金色 | 銀色 | 銅色 | ポイント圏内完走                      | ポイント圏外完走                           |
| 1位  | 2位  | 3位  | 4-8位（ - 2015年） 4-9位（2016年 - ） | 9位以下（ - 2015年） 10位以下（2016年 - ） |

### 2005年 - 2010年
| 開催年                       | 1      | 2      | 3      | 4      | 5     | 6     | 7    | 8    | 9    | 10   | 11   | 12   | ポイント | 勝利数 | 最終順位 |
| ---------------------------- | ------ | ------ | ------ | ------ | ----- | ----- | ---- | ---- | ---- | ---- | ---- | ---- | -------- | ------ | -------- |
| 2005                         | 不参加 | 不参加 | 不参加 | 不参加 | 9位0  | 8位0  | 7位0 |      |      |      |      |      | 0        | 0      | 8位      |
| 2006                         | 9位0   | 6位1   | 8位0   | 中止   | 6位1  | 失格  | 6位1 | 8位0 | 8位0 |      |      |      | 3        | 0      | 9位      |
| 2007                         | 11位0  | 7位0   | 8位0   | 8位0   | 中止  | 10位0 | 7位0 | 6位1 | 7位0 | 3位4 | 中止 | 8位0 | 5        | 0      | 9位      |
| 2008                         | 8位2   | 6位4   | 12位0  | 中止   | 8位2  | 5位5  | 6位4 | 5位5 | 中止 | 2位8 |      |      | 30       | 0      | 7位      |
| 2009                         | 4位8   | 6位6   | 8位4   | 9位3   | 11位1 | 2位10 |      |      |      |      |      |      | 32       | 0      | 6位      |
| 2010                         | 2位10  | 4位8   | 2位10  | 4位8+1 | 2位10 | 4位8  | 中止 | 中止 |      |      |      |      | 55       | 0      | 3位      |
| 2011年から2013年はレース休止 |        |        |        |        |       |       |      |      |      |      |      |      |          |        |          |

### 2014年 - 2016年
| 開催年 | 1     | 2          | 3     | 4         | 5    | 6     | 7     | 8     | ポイント | 勝利数 | 最終 順位 |
| ------ | ----- | ---------- | ----- | --------- | ---- | ----- | ----- | ----- | -------- | ------ | --------- |
| 2014   | 5位4  | 8位 (DNS)1 | 1位12 | 2位9      | 2位9 | 2位9  | 2位9  | 2位9  | 62       | 1      | 1位       |
| 2015   | 5位4  | 5位4       | 5位4  | 8位(DNF)1 | 5位4 | 13位0 | 6位3  | 10位0 | 20       | 0      | 7位       |
| 2016   | 11位0 | 3位9       | 4位7  | 6位3.75   | 6位5 | 10位1 | 2位12 | 中止  | 37.75    | 0      | 4位       |

## 出演映画

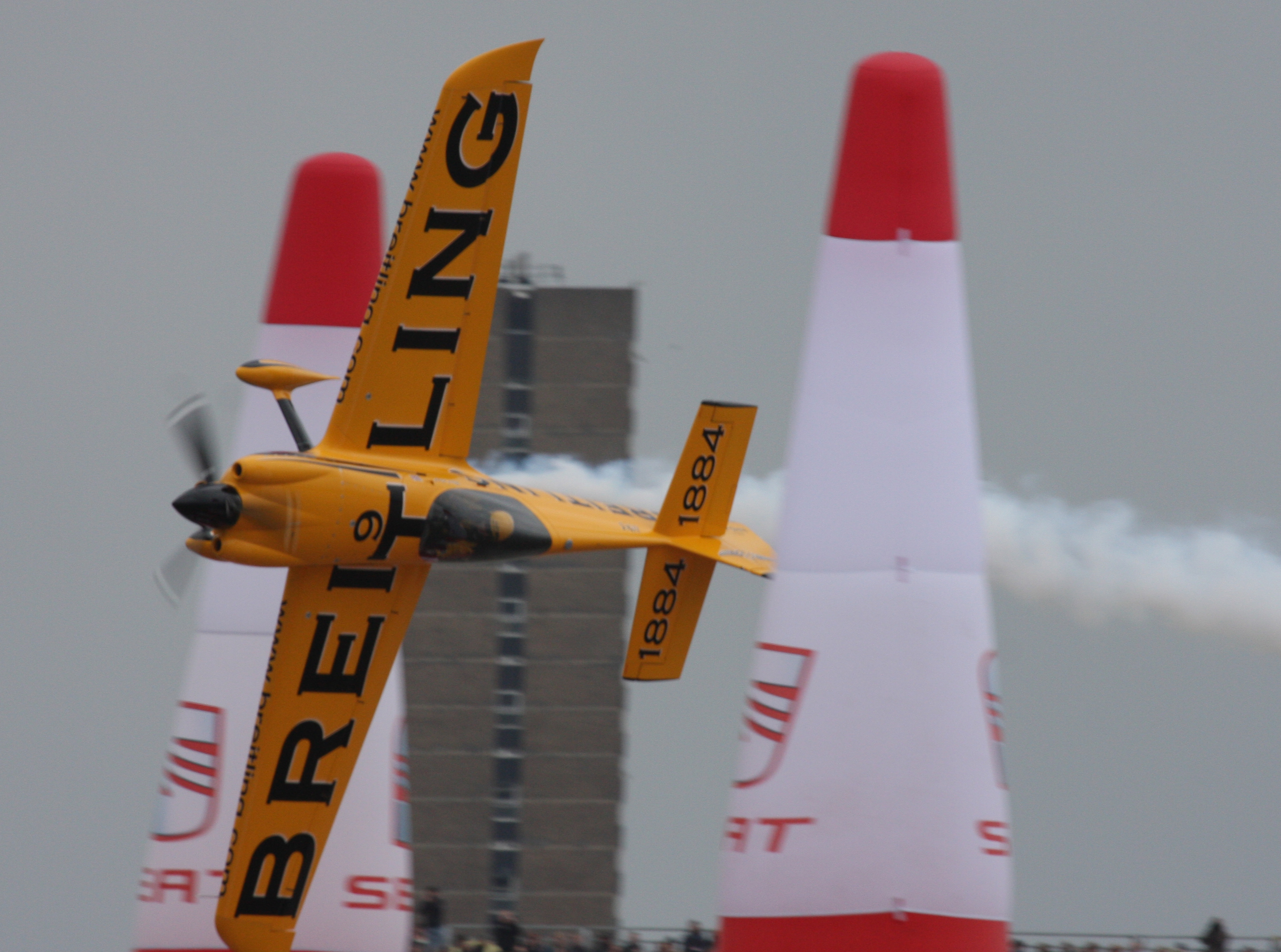
MXS-Rを操縦するナイジェル・ラム（2008年）

- フライボーイズ Flyboys (2006) - チーフ・パイロット役
- ジャスティス Hart's War (2002) - P-51 マスタングのパイロット役
- ダーク・ブルー Tmavomodrý svet (2001) - スピットファイアのパイロット役